# قسطا
قسطا إحدى قرى مركز كفر الزيات التابع لمحافظة الغربية بجمهورية مصر العربية.

## التاريخ
قرية قسطا من القرى القديمة، حيث وردت باسم «قسطاله» في أعمال جزيرة بني نصر ضمن قرى الروك الصلاحي التي أحصاها ابن مماتي في كتاب قوانين الدواوين، كما وردت باسم «قسطه» في أعمال الغربية ضمن قرى الروك الناصري التي أحصاها ابن الجيعان في كتاب «التحفة السنية بأسماء البلاد المصرية».
وردت باسم «قسطه» في التربيع العثماني الذي أجراه الوالي العثماني سليمان باشا الخادم في عصر السلطان العثماني سليمان القانوني ضمن قرى ولاية الغربية، وفي تاريخ 1228هـ/1813م الذي عدّ قرى مصر بعد المسح الذي قام به محمد علي باشا باسم «قسطا».

## السكان
بلغ عدد سكان قسطا 11,723 نسمة حسب تقدير عام 2018.
| السنة  | 1882 | 1897 | 1907 | 1927 | 1947 | 1960 | 1976 | 1986 | 1996 | 2006  | 2018   |
| ------ | ---- | ---- | ---- | ---- | ---- | ---- | ---- | ---- | ---- | ----- | ------ |
| القرية | 2385 | 3291 | 3797 | 3746 | 3189 | 3472 | 4970 | 5844 | 6825 | 8,016 | 11,723 |